# Мастєрова Валентина Миколаївна
Валентина Миколаївна Мастєрова (Шовкун) (нар. 1 березня 1957, Сивки Чернігівська область) — українська журналістка та письменниця, з 1993 року член Національної спілки письменників України, по 2013 рік редактор газети «Наш край» Чернігівського району.

## Життєпис
Мастєрова (Шовкун) Валентина Миколаївна народилася 1 березня 1957 року в селі Сивки Чернігівського району, Чернігівської області, УРСР. 
1974 року закінчила Михайло-Коцюбинську середню школу, рік працювала на Чернігівській кондитерській фабриці кондитером-карамельником. По закінченні радіомеханічного училища при Чернігівському радіоприладному заводі продовжувала трудову діяльність на заводі автозапчастин, фабриці музичних інструментів. Жила в райцентрі Мена та Чернігові.
1987 року закінчила з відзнакою факультет журналістики Київського державного університету імені Т. Г. Шевченка.
З 1987 до 1993 року завідувала відділом сільського господарства Менської районної газети. З 1996 року — власкор обласної молодіжної газети «Гарт». По 2013 рік була редактором газети «Наш край» Чернігівського району.
З 2001 року мешкає в селі Красилівка на Козелеччині.
1991 року стала переможцем міжнародного літературного конкурсу «Гранослов», 1997 — всеукраїнського — «У свічаді слова».
На початку 90-х видатний поет Валерій Ілля написав про неї у журналі «Основа»: «В українську літературу прийшов Майстер. Попросимо Божу поміч до його тривання». З того часу з-під пера письменниці вийшли книги оповідань «Так плакало дерево», «Крила», романи «Суча дочка», «Смарагд», повісті «Мавра», «Мати».
Лауреат премій імені Василя Стуса, «Благовіст», обласної премії імені Михайла Коцюбинського.
Член Національної спілки письменників України з 1993 року.

## Твори
Книги
- Так плакало дерево: оповідання. — К.: Український письменник, 1992. — 45 с.
- Крила: оповідання ; етюди. — К.: Український письменник, 1999. — 99 с.
- Суча дочка: роман. — Чернігів: Чернігівські обереги, 2003. — 208 с.
- Смарагд: роман. — Чернігів: Управління у справах преси та інформації, 2005. — 248 с. — ISBN 966-533-288-0.
- Мавра: повість. — Чернігів: Русь, 2009. — 148 с. — ISBN 978-966-214-158.
- Осіннє танго: роман. — Харків, КСД, 2024. — 288 с. — ISBN 978-617-15-0654-1.

оповідання
- Хижаки // Наш край, 2011, 29 жовтня (№ 87-88) — С.8.
- Ілля Муромець, богатир Чернігівський // Деснянська правда, 2011, 8 листопада (№ 124) — С.1.
- Останній лист // Наш край, 2012, 18 лютого (№ 13-14) — С.1-2.
- «Грішниця» вийшла в люди // Наш край, 2011, 16 липня (№ 57-58) — С.1.
- Пізнє кохання: історія з життя // Наш край, 2011, 30 липня (№ 61-62) — С.7.
- Час збирати каміння? Чи розкидати? дворянська родина Товстолісів // Деснянська правда, 2012, 14 лютого (№ 16) — С. 2.
- Доки вогонь листок не перегорне, або од Шевченка до Лютого // Деснянська правда, 2013, 5 грудня (№ 49) — С. 6-7.